# Mychijiwka
Mychijiwka (ukr. Михіївка) – wieś na Ukrainie, w obwodzie żytomierskim, w rejonie nowogrodzkim, nad Ceremem. W 2001 roku liczyła 200 mieszkańców.